# Дуэ-ан-Анжу
Дуэ-ан-Анжу (фр. Doué-en-Anjou) — новая коммуна на западе Франции, регион Пеи-де-ла-Луар, департамент Мен и Луара, округ Сомюр, центр кантона Дуэ-ан-Анжу. Расположена в 40 км к юго-западу от Анже, в 31 км от автомагистрали А87. 
Население (2020) — 11 244 человека.

## История
Коммуна образована 30 декабря 2016 года путем слияния коммун:
- Бринье
- Дуэ-ла-Фонтен
- Конкурсон-сюр-Лейон
- Ле-Верше-сюр-Лейон
- Менье
- Монфор
- Сен-Жорж-сюр-Лейон
- Форж

Центром коммуны является Дуэ-ла-Фонтен. От нее к новой коммуне перешли почтовый индекс и код INSEE. На картах в качестве координат Дуэ-ан-Анжу указываются координаты Дуэ-ла-Фонтен.
Территория Дуэ-ла-Фонтен, центра новой коммуны, была точно заселена с периода неолита, о чем свидетельствуют расположенные здесь шесть дольменов. При раскопках были обнаружены предметы бронзового века. Позже здесь проживали галльские племена андов и пиктонов. В галло-римский период это уже был достаточно большой город.
Примерно в VIII веке территория Дуэ вошла в состав Аквитании. Начиная с 790-х годов Дуэ становится одним из пяти подтвержденных резиденций герцогов Аквитании. Людовик I Благочестивый, сын Карла Великого, в 781 году в возрасте пятнадцати лет ставший королем Аквитании, регулярно проживал в Дуэ. Здесь же в 814 году он узнал о смерти отца и, соответственно, что он сам стал императором. К настоящему времени от резиденции Каролингов ничего не сохранилось. 
15 февраля 847 года король Карл II Лысый передал Дуэ с прилегающими землями монахам из Кюно. В последней четверти IX века к югу от нынешнего центра города был построен зал (aula), центр дворца эпохи Каролингов. Здание было разделено и расширено в середине X века, прежде чем было сильно повреждено пожаром. В конце десятого века он был, вероятно, превращен в крепость. 
Во время вторжения викингов монахи Кюно бежали из города, чем воспользовались графы Анжу и завладели этой территорией. В 987 году граф Фульк III Нерра заложил недалеко от города новый замок, который был затем хорошо укреплен. Местные бароны в XII веке подняли восстание против графов Анжу, и в 1147 году граф Жоффруа V Плантагенет взял замок штурмом, после чего приказал разрушить его. 
В XIII веке Дуэ процветал: здесь регулярно проводились ярмарки, был открыт суконный рынок; в 1229 году горожанами была основана больница. На протяжении XVI и XVII веков жители Дуэ имели возможность наблюдать правителей Франции – Екатерину Медичи, Карла IX, Генриха Наваррского, Людовика XIII – проезжавших через город или останавливавшихся в нем. В 1694 году Людовик XIV преобразовал город в муниципалитет и присвоил ему свой герб. При своем последнем бароне, Жозефе-Франсуа Фульоне, во второй половине XVIII века  Дуэ переживает свои самые благополучные времена: он высадил около 500 тысяч тополей из Италии, начал выращивать люцерну, основал питомники растений в Суланже, где построил свой замок. Он также обустроил фонтан, единственный источник воды в городе, организовал проведение ярмарок и начал выращивать розы, пользующиеся и сегодня устойчивой репутацией.
Жозеф-Франсуа Фульон стал одной из первых жертв Французской революции. Его замок в Суланже был разграблен и разрушен, сегодня от него остались только конюшни и часть фундамента крепостной стены. Во время Вандейского мятежа Дуэ был взят мятежниками 7 июня 1793 года, а затем снова 3 августа. Республиканцы вытеснили их оттуда через два дня, а 14 сентября отразили новое нападение. 30 ноября 1793 года 1200 заключенных из Анже были перевезены в Дуэ, где большинство из них умерли в тюрьме или были казнены. 
В XIX веке Дуэ переживал новый экономический расцвет: расширялось выращивание розовых кустов, в 1896 году в город пришла железная дорога. Дуэ стал одним из первых небольших провинциальных городов, электрифицированных с помощью местной электростанции; угольные шахты в окрестностях Дуэ эксплуатировались в период с 1769 по 1867 год.
1 октября 1964 года Ду-ла-Фонтен объединился с Суэ и Суланжем, а 30 декабря 2016 года вместе с несколькими соседними коммунами образовал новую коммуну Дуэ-ан-Анжу.

## Достопримечательности
- Сохранившаяся часть шато Суланж XVIII века
- Сохранившиеся фрагменты зала эпохи Каролингов в Дуэ
- Руины церкви Сен-Дени XII века в Дуэ
- Зоопарк
- Церковь Святого Илария в Монфоре
- Шато Экюйи 1730 года в Ле-Верше-сюр-Лейон, частная собственность

## Экономика
Структура занятости населения:
- сельское хозяйство — 10,4 %
- промышленность — 13,3 %
- строительство — 7,0 %
- торговля, транспорт и сфера услуг — 40,3 %
- государственные и муниципальные службы — 28,9 %

Уровень безработицы (2020) — 11,0 % (Франция в целом — 12,7 %, департамент Мен и Луара— 11,0 %). 

Среднегодовой доход на 1 человека, евро (2020) — 20 890 (Франция в целом — 22 400, департамент Мен и Луара — 21 790).

## Администрация
Пост мэра Дуэ-ан-Анжу с 2017 года занимает Мишель Патте (Michel Pattée). На муниципальных выборах 2020 года возглавляемый им независимый список победил в 1-м туре, получив 60,16 % голосов.
| Период | Период | Фамилия      | Партия | Примечания               |
| ------ | ------ | ------------ | ------ | ------------------------ |
| 2017   |        | Мишель Патте |        | бывший мэр Дуэ-ла-Фонтен |

## Галерея
- Шато Суланж
- Сохранившаяся часть зала Каролингов
- Руины церкви Сен-Дени
- Церковь Святого Илария
- Роза Дуэ-ла-Фонтен

Шаблон:Коммуны округа Сомюр